# Pierre Rodocanachi
Pierre André Emmanuel Rodocanachi (* 2. Oktober 1938 in Paris) ist ein ehemaliger französischer Florettfechter.

## Erfolge
Pierre Rodocanachi gewann mit der Mannschaft bei den Weltmeisterschaften 1963 in Danzig und 1965 in Paris die Bronzemedaille. Bei den Olympischen Spielen 1964 in Tokio zog er mit der französischen Equipe ins Halbfinale ein, in dem sie gegen die Sowjetunion mit 6:9 unterlag. Im abschließenden Gefecht um Rang drei setzte sich Rodocanachi gemeinsam mit Jean-Claude Magnan, Christian Noël, Daniel Revenu und Jacky Courtillat gegen Japan mit 9:4 durch und gewann damit die Bronzemedaille.